# Карпинский, Никон Карпович
Никон Карпович Карпинский (1 июля 1745, Денисовка, Лубенский полк, Киевская губерния, Российская империя — 12 сентября 1810, Санкт-Петербург, Российская империя) — российский врач, действительный статский советник, генерал-штаб-доктор (1805—1808 гг.), член Медицинского совета и Вольного экономического общества, почётный член Санкт-Петербургской академии наук. Первый руководитель Медицинской Экспедиции Министерства военных сухопутных сил.

## Биография
Родился 1 июля 1745 года в Лубенском полку Киевской губернии в селе Денисовка. Сын казака Лубенского полка. Обучался в Харькове, а затем в Санкт-Петербургском училище при Санкт-Петербургском сухопутном госпитале. В 1776 году в качестве врача отправился за границу для усовершенствования знаний. В 1778 г., оставив госпитальную службу, уехал за границу и в 1781 г., защитив в Страсбурге диссертацию «De impedimentis in lythotomia occurentibus», получил степень доктора медицины и хирургии. В 1784 г. он был назначен младшим доктором в Петербургский адмиралтейский госпиталь, откуда через полгода переведён в Петербургский генеральный сухопутный госпиталь преподавателем анатомии. В 1786 г., когда училища при военных госпиталях были преобразованы, получил звание профессора анатомии и физиологии. В 1791 г. назначен членом Медицинской коллегии, а по её закрытии в 1804 г. — начальником ученого отделения в экспедиции государственной медицинской управы и членом медицинского совета; в 1805 г. назначен генерал-штаб-доктором по военному ведомству. Он составил книгу «Pharmaсореа Rossica», Petг., 1798 г., 2 ч. на латинском языке; книга эта издана и по-русски в переводе И. Леонтовича, под заглавием «Российская фармакопея или аптека» (1802 г.); кроме того, Карпинский написал наставление «О лечении жёлтой горячки». СПб. 1804 г. и участвовал в составлении карантинного и других уставов, инструкций для врачей и прочих изданий медицинской коллегии. По его предложению составлен и напечатан первый Российский медицинский список в 1809 г. Скончался в Санкт-Петербурге 12 сентября 1810 года.

## Труды
- Pharamacopoea Rossica Petropoli [St.- Peterburg] : Typis Imperialis Collegii medici, 1798
- Устав портовых и пограничных карантинов: [Утвержден в Петергофе июля 7 дня 1800 г. Москва: Сенат. тип., 1800
- Фармакопея Российская / Переведена с латинскаго Императорскаго Московскаго университета студентом Иваном Леонтовичем. Москва: В Сенатской типографии у Селивановскаго, 1802
- Описание жёлтой горячки, с показанием ея припадков, причин, и способов лечения и предохранения. / По высочайшему повелению издано Медицинским Советом В Санктпетербурге: В Медицинской типографии, 1805